# Книш Георгій Арсенович

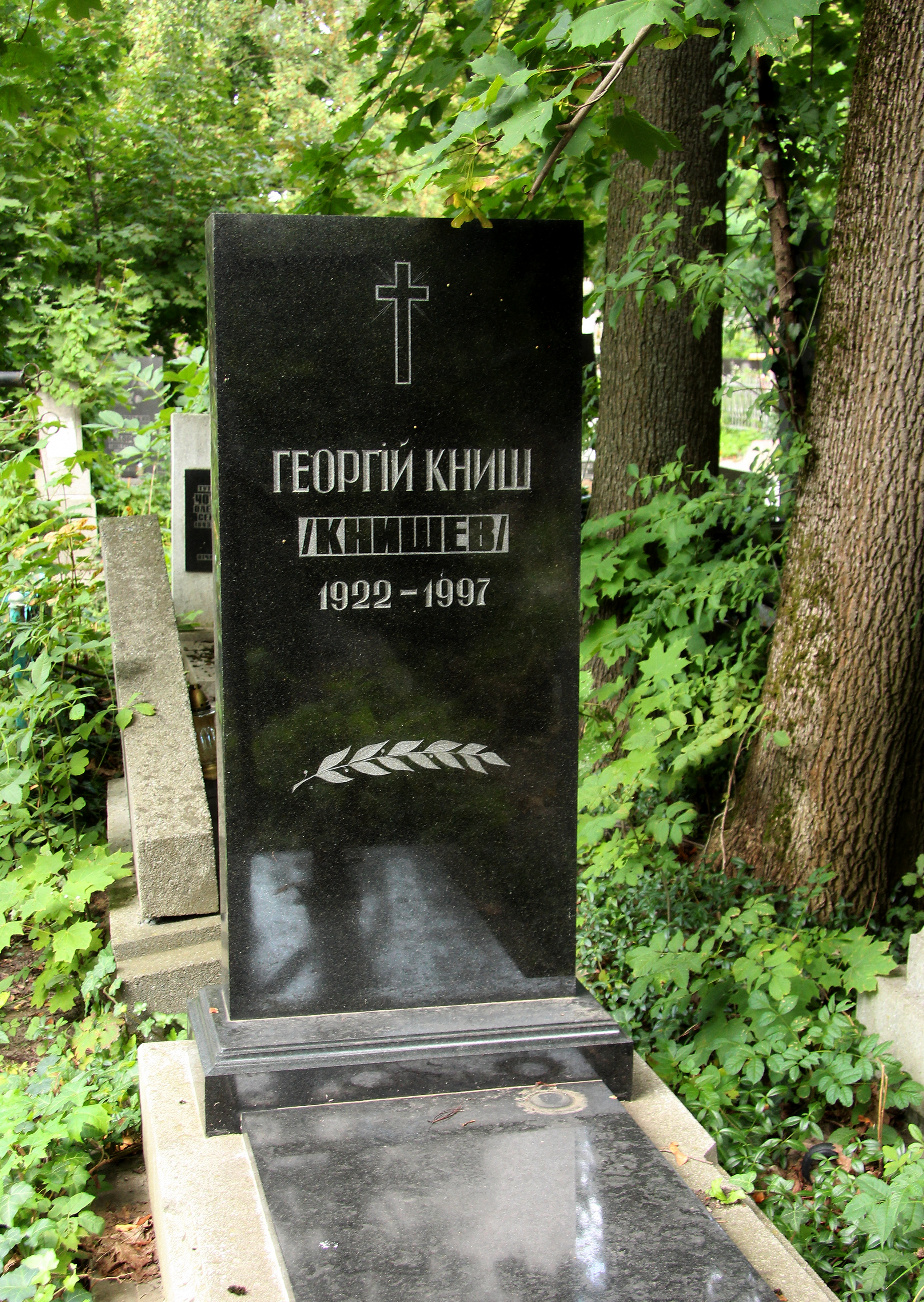

Гео́ргій Арсе́нович Кни́ш(справжнє Книшев) (17 листопада 1922, Петрове, Петрівський район, Кіровоградська область — 3 серпня 1997, Львів) — український поет, письменник, член Спілки письменників України (з 1961 р.).

## Біографія
Народився в родині священика, вихованця Одеської Духовної Академії. З початком Другої світової війни призваний до армії, зі своїм підрозділом потрапив до окупованого [джерело?] Червоною армією Перемишля, потім — на передовій у протитанковій артилерії Кримського, Сталінградського, Південно-Західного (перейменованого в Перший Український) фронтів, спочатку був рядовим бійцем, згодом — став командиром протитанкової гармати 20 стрілецької дивізії Кримського фронту, 137 артилерійського полку 70 гвардійської дивізії Сталінградського фронту. У 1943 році командував вогневим взводом 1668 окремого винищувального протитанкового артилерійського полку Першої танкової армії Воронезького фронту, 1944 — командир батареї, комсомольський організатор 296 артполку 25 танкового корпусу Першого Українського фронту. Брав участь в обороні Дніпропетровська, Керчі, Сталінграда, визволенні Курська, Києва, Вінниці, Львова, а також Сандомира, Праги, штурмував Берлін. Чотири рази був поранений. У 1945-му демобілізувався лейтенантом.
Від 1946 року проживав у Львові. У 1946—1950 роках навчався у Львівському університеті. З 1950 року працював у пресі і на телебаченні..
Помер у Львові , похований на 26 полі Янівського цвинтаря.

## Відзнаки і нагороди
Нагороджений орденами Вітчизняної війни І та II ступенів, Червоної Зірки (двома) та медаллю «За відвагу» та іншими.

## Твори
Дебютував оповіданням «Дід Степан» у зб. «Юность поет» (К., 1940). Друкувався у фронтових газетах. Романи Георгія Книша перекладалися російською мовою. У творчості дотримувався принципів соцреалізму. Романна трилогія: «Жайвір», «Приціл», «Гніздо», також роман «Літа на долоні» — на військово-патріотичну тему, проти «українських буржуазних націоналістів». В романі-хроніці «Обітниця» відтворено картини гострої антифеодальної боротьби в Україні І половини XVII століття, опору католицької експансії на східно-слов"янські землі, пов'язаного з іменами Лаврентія Зизанія, гетьмана Петра Конашевича-Сагайдачного. У центрі історичного роману «Магічний кристал» образ письменника-полеміста Івана Вишенського.

Поетичні збірки:
- «Вірність» (Львів, 1951)
- «Джерело» (Львів, 1955)
- «Над Збручем» (Львів, 1958)
- «Скарб» (Київ, 1961)
- «Рубежі» (Львів, 1963)
- «Поєднались ріки» (Львів, 1964)
- «Високість» (Львів, 1966)
- «Антени» (Київ, 1973)
- «Роса» (Київ, 1976)
- «Імення» (Київ, 1983)

Романи:
- «Жайвір» (Львів, 1975; 1982)
- «Приціл» (Київ, 1977),
- «Гніздо» (Київ, 1979 (1984)),
- «Брость» (Львів, 1981),
- «Літа на долоні» (Київ, 1985)
- «Обітниця» (Львів, 1989)
- «Магічний кристал» (Київ, 1989)
- «Утоми мої печалі» (Львів, 1990)

Інші твори:
- «За горами, за лісами» (казка, 1951)
- «Фарватер» (поетичний щоденник) (Львів, 1971)
- «Троянди на мармурі. З доріг далеких і близьких» (книжка нарисів) (Львів, 1980)